# Moritz Weinholdt
Moritz Weinholdt (n. 1861, Dresda, Regatul Saxoniei – d. 1905, München, Imperiul German) a fost un pictor german care a fost elevul lui Wilhelm von Diez la Academia de Arte Frumoase din München. A fost membru al Secesiunii müncheneze și un mare specialist în tematica nudurilor.
Artistul a condus o școală privată de pictură și desen pe care a deschis-o în capitala Bavariei, unde s-a pregătit și pictorul român Jean Alexandru Steriadi înainte de a se înscrie la Academie. În școala lui Weinholdt, disciplina era una severă și cursurile după modele vii se făceau demixtat, studenții având săli de studiu separate după sexe. Desigur că pudoarea nu eluda concretul și pentru cursurile de anatomie se foloseau mulaje, planșe, piese de laborator și chiar modele vii, așa cum se păstrează această tradiție și în ziua de astăzi.